# Ringsheim
Ringsheim (Alemanni thấp: Ringsä) là một xã nằm ở huyện Ortenaukreis, thuộc bang Baden-Württemberg, Đức.